# 게오르크 데 랄란데
게오르크 데 랄란데(Georg de Lalande, 1872년 ~ 1914년)는 독일의 건축가로 일본에서 설계사무실을 열었고, 조선총독부 청사의 기초 설계를 담당하였다.

## 생애
독일 히르슈베르그(Hirschberg)의 건축가 집안에서 태어났다. 베를린 공과대학교를 졸업하고 중국 상하이(上海), 칭다오(青島)에서 일을 한 후, 일본을 방문하였다. 먼저 일본에서 사무소를 열고 있던 독일인 리하르트 제일(Richard Seel)이 귀국했기 때문에 그의 건축설계사무소를 승계하였다. 아르 누보 양식의 다카다 상회(高田商会)로 이름이 알려졌다. 조선총독부 청사의 설계를 위해 조선 경성부(서울)에 출장을 나왔다가 폐렴으로 쓰러져 일본에 돌아와 사망했다. 아내 에디타 데 랄란데는 아이를 데리고 독일에 귀국했지만, 후에 일본 외교관 도고 시게노리(일본어: 東郷 茂徳, 후의 외무대신)와 재혼하였다.

## 주요 작품
- 오리엔탈 호텔 (オリエンタルホテル, 1907년, 고베시, 현존하지 않음)
- 빅토르 헤르만 저택 (ヴィクトル・ヘルマン邸, 1907년, 고베 시, 1969년 해체)
- 이리스 상회 (イリス商会, 1907년, 요코하마시, 관동대지진 당시 파괴, 현존하지 않음)
- 슈람 저택 (シュラム邸, 1900년대, 요코하마 시, 현존하지 않음)
- 토마스 저택/풍향계의 집 (トーマス邸, 1909년, 고베 시, 중요문화재)
- 데 라란데 저택 (デ・ラランデ邸, 1910년, 해체보관 중이며 에도-도쿄 건축박물관에 이축 예정)
- 임 보스 저택 (イム・ボース邸, 1912년, 도쿄 시, 현존하지 않음)
- 히로타 사토시타로 저택 (廣田理太郎邸, 1913년, 도쿄 시, 현존하지 않음)
- 미쓰이은행 오사카 지점 (三井銀行大阪支店, 1914년, 오사카시, 1935년 해체)
- 가와사키 하지메 저택 (川崎肇邸, 1915년, 도쿄시, 현존하지 않음)
- 조선호텔 구관 (朝鮮ホテル旧館, 1916년, 대한민국 서울특별시, 현존하지 않음)[2]
- 하야가와 데쓰지 저택 (早川鉄治邸, 1917년, 도쿄 시, 현존하지 않음)
- 다카다 상회 (高田商会, 1914년, 관동대지진 당시 파괴, 현존하지 않음)
- 조선총독부 청사 (朝鮮総督府庁舎, 1926년, 기본설계 후에 사망하자 노무라 이치로, 구니에다 히로시가 설계, 1995년 해체)

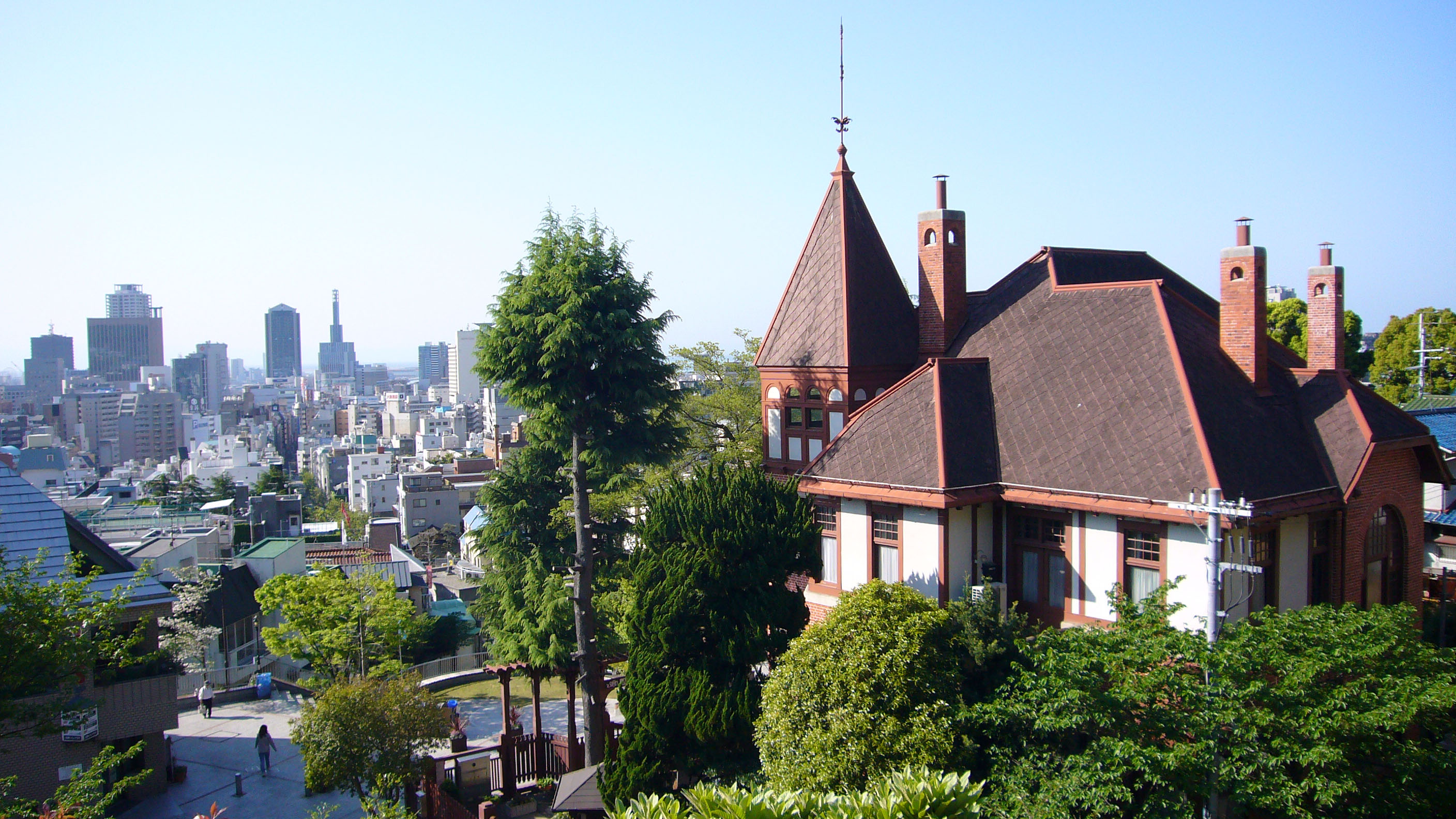
토마스 저택
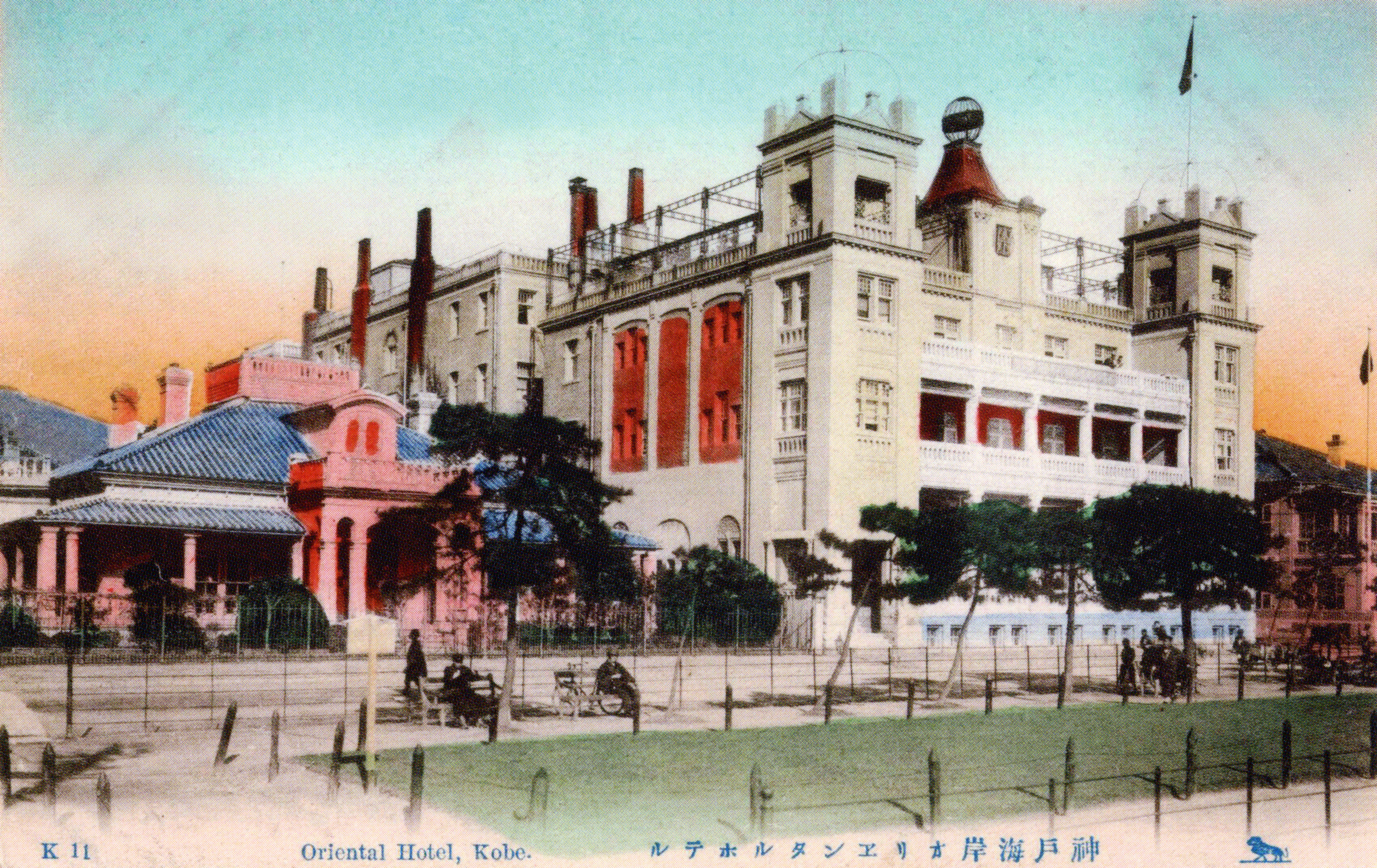
오리엔탈 호텔
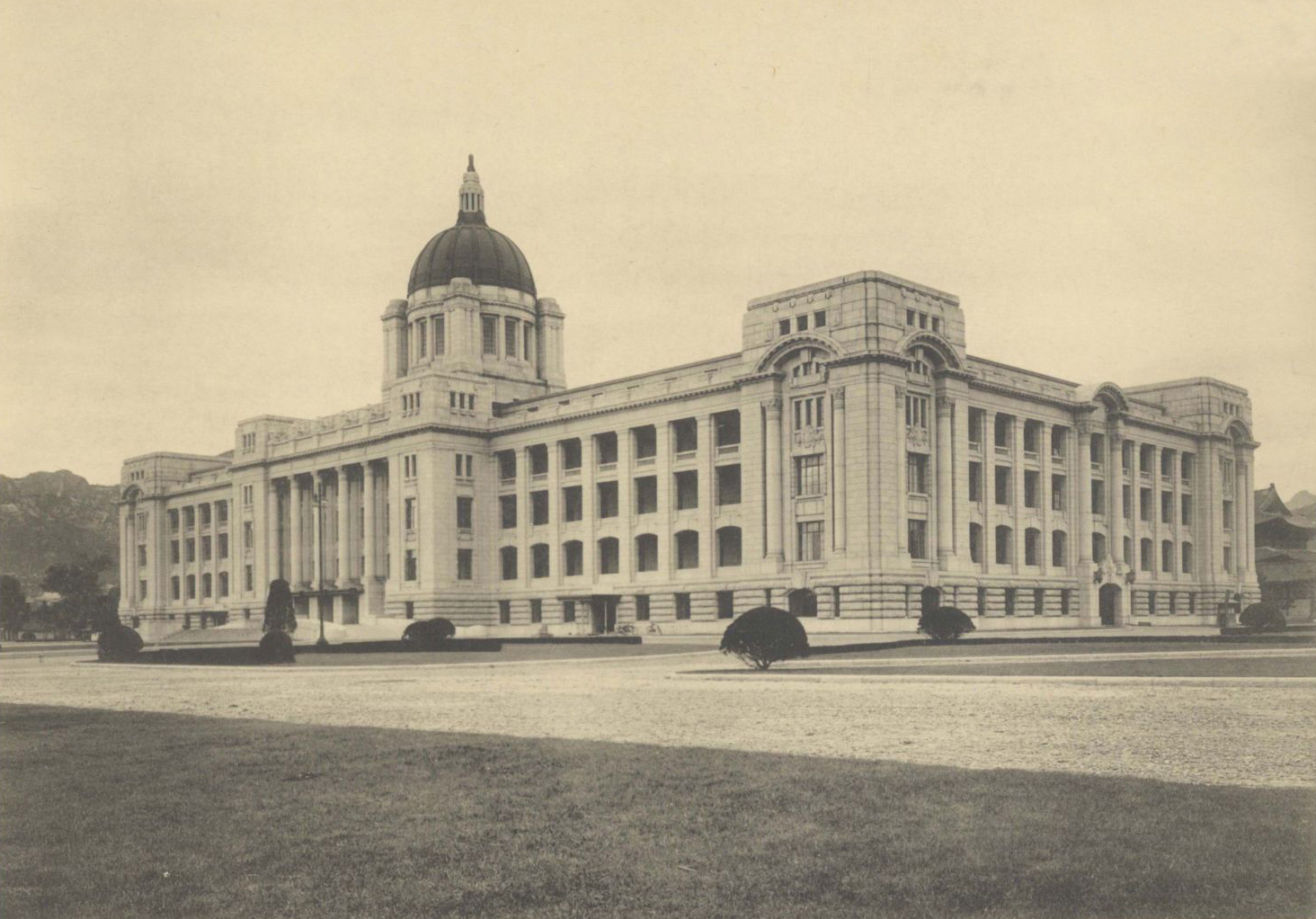
조선총독부 청사

## 같이 보기
- 조선총독부 청사와 관사